# Rhodes Reason
Pour les articles homonymes, voir Reason.
Rhodes Reason est un acteur américain né le 19 avril 1930 à Glendale, Arizona (États-Unis) – mort le 26 décembre 2014 à Palm Springs, en Californie. Il était le frère de l'acteur Rex Reason.

## Filmographie
- 1952 : Scaramouche : Paul
- 1955 : Madame de Coventry (Lady Godiva of Coventry) : Sweyn
- 1956 : Crime Against Joe : George Niles
- 1956 : Tension à Rock City (Tension at Table Rock) : Baid, Posseman
- 1956 : Flight to Hong Kong : Bob Denham
- 1956 : Emergency Hospital : Ross
- 1956 : The Desperados Are in Town : Frank Banner
- 1957 : Man-Eater : John Hunter
- 1957 : Voodoo Island : Matthew Gunn
- 1957 : Jungle Heat : Major Richard Grey
- 1958 : White Hunter (série TV) : John A. Hunter (unknown episodes)
- 1959 : The Big Fisherman : Andrew
- 1959 : Le Géant du Grand Nord (Yellowstone Kelly) : Major Towns
- 1961 : A Fever in the Blood : Walter Thornwall
- 1966 : Au cœur du temps (série TV, épisode Alamo) : Col. William Travis
- 1967 : King-Kong s'est échappé (Kingukongu no gyakushu) : Commander Carl Nelson
- 1968 : Star Trek (série télévisée) :  épisode Sur les chemins de Rome : Flavius
- 1970 : The Delta Factor : Dr. Fredericks
- 1970 : Prudence and the Chief (TV) : Major O'Toole
- 1974 : Happy Anniversary and Goodbye (TV)
- 1976 : Cat Murkil and the Silks : Detective Harder
- 1977 : A Sensitive, Passionate Man (TV) : John Chapin